# 문정원 (플로리스트)
문정원(文貞媛, 1980년 2월 19일 ~ )은 대한민국의 플로리스트이자 개그맨 이휘재의 아내로, 방송 활동을 한 바 있다. 현재는 조용히 남편과 아들들과 캐나다벤쿠버에 거주중이다.

## 학력
- 과천초등학교 (졸업)
- 과천중학교 (졸업)
- 과천여자고등학교 (졸업)
- 동국대학교 윤리문화학 (학사)

## 방송 활동

### 예능
- 2014년 SBS 《힐링캠프, 기쁘지 아니한가》
- 2014년 MBC 《세바퀴》
- 2019년 TV조선 《아내의 맛》

### 광고
- 2014년 랑콤
- 2015년 한국P&G 다우니
- 2015년 롯데카드[7]
- 2018년 에어린
- 2018년 프레쉬
- 2019년 헤지스
- 2020년 에스티로더
- 2020년 세컨스킨
- 2020년 퍼스트룩 매거진 x 엠디루사 다이아몬드 화보